# Adrian Smith (koszykarz)
Adrian Howard „Odie” Smith (ur. 5 października 1936 w Farmington) – amerykański koszykarz występujący na pozycji rzucającego obrońcy.
Ukończył studia na Uniwersytecie Kentucky, z którym zdobył w 1958 roku mistrzostwo uczelnianej ligi NCAA. Wybrany w drafcie z nr 85 przez Cincinnati Royals w 1958 roku. W 1960 roku zdobył złoty medal olimpijski na Igrzyskach we Włoszech. W latach 1961–72 grał w lidze NBA. W 1966 roku zdobył tytuł MVP Meczu Gwiazd NBA. W sezonie 1966/67 miał największą skuteczność rzutów wolnych w NBA (90,3%). W 1972 roku zakończył karierę.

## Osiągnięcia
NCAA
- Mistrz NCAA (1958)[1]
- Zaliczony do Galerii Sław Sportu:
  - Northeast Mississippi Community College (2008)[2]
  - Mississippi Community College (2007)[3]

NBA
- Uczestnik meczu gwiazd NBA (1966)[4]
- MVP meczu gwiazd (1966)[5]
- Lider w skuteczności rzutów wolnych:
  - sezonu regularnego (1967)[6]
  - play-off (1966)[7]

Reprezentacja
- Mistrz:
  - olimpijski (1960)[8]
  - igrzysk panamerykańskich (1959)[9]
- Wybrany do Koszykarskiej Galerii Sław jako członek drużyny olimpijskiej z 1960 roku (Naismith Memorial Basketball Hall Of Fame – 2010)[10]